# Felice Ba Htoo
Felice Ba Htoo (ur. 27 kwietnia 1963 w Sonbalan) – birmański duchowny rzymskokatolicki, biskup koadiutor Pekhon od 2024.

## Życiorys
Święcenia kapłańskie przyjął 4 kwietnia 1991 i został inkardynowany do diecezji Pekhon. Przez kilka lat pracował jako wikariusz parafialny, zaś od 1997 był rektorem seminariów w Taunggyi (im. św. Teresy: 1997–2000; im. św. Michała: 2000–2005) i w Pekhon (2008–2011). W latach 2011–2019 pełnił funkcję ojca duchownego w seminarium w Rangunie, a przez kolejne dwa lata był sekretarzem biskupim. W 2022 został mianowany kanclerzem kurii oraz proboszczem parafii w Mobye.
25 marca 2024 papież Franciszek mianował go biskupem koadiutorem diecezji Pekhon.
29 czerwca 2024 otrzymał święcenia biskupie. Udzielił mu ich arcybiskup Basilio Athai. 